# Pentacapsula shulmani
Pentacapsula shulmani is een microscopische parasiet uit de familie Kudoidae. Pentacapsula shulmani werd in 1970 beschreven door Naigjenova & Zaika. 